# Fernandocrambus straminellus
Fernandocrambus straminellus là một loài bướm đêm trong họ Crambidae.